# Docks de Saint-Ouen
Les docks de Saint-Ouen sont un ancien ensemble industriel développé autour d'un bassin portuaire relié à la Seine, situé sur la commune de Saint-Ouen-sur-Seine.
En 2020, il désigne l'écoquartier en cours d'aménagement sur ce même site, entre le boulevard Victor-Hugo et le quai de Seine.

## Histoire
En 1830, un port, dit « gare d'eau », est implanté sur les bords de la Seine sur des terrains à usage agricole. Il est constitué d'un canal perpendiculaire à la Seine de 50 m de large, 600 m de long et 2,5 m de profondeur ; plus haut que la Seine, il est accessible grâce à une double-écluse de 3 m de haut. Il est suivi d’un bassin formant un port de 200 m de long et de 25 000 m2 de superficie.
En 1854, est créée la Société anonyme du chemin de fer et des Docks de Saint-Ouen. La ligne, exploitée à partir de 1862, est raccordée à la ligne de Petite Ceinture (raccordement des Épinettes). Une gare est établie sur les bords de la Seine à proximité du pont de Saint-Ouen-les-Docks.
En 1872, la compagnie des chemins de fer du Nord devient propriétaire des Docks. Le bassin est alors comblé et un dépôt de charbon y est implanté en 1885.
Un ensemble industriel se développe au nord sur un ancien domaine aristocratique, le château de Saint-Ouen, devenu hippodrome en 1881 et racheté par Thomson-Houston (Alstom) en 1917. L'ensemble, situé au sud du village de Saint-Ouen, occupe un territoire compris entre la rue Albert-Dhalenne, la Seine, les voies ferrées, la route de la Révolte. Ce terrain 26 ha divisé en deux parties : à l'ouest, un ensemble non bâti constitué de terrain de sport et de jardins ouvriers et sur lequel se trouve le château laissé à l'abandon ; à l'est, est construite une usine de fabrication de matériel électrique en 1921, raccordée au réseau ferré.
En 2020, les docks sont occupés en partie par le grand Parc des Docks de Saint-Ouen et par un écoquartier. Un site de maintenance et de remisage des trains de la ligne 14 du métro ouvre ses portes début 2020, lors des livraisons des premières rames du métro MP14, avant l'ouverture du prolongement de la ligne le 14 décembre 2020. En 2024, l’entreprise Frey en partenariat financier avec la Banque des territoires réalise une nouvelle transformation des lieux; les halles accueille des stands de produits alimentaires, des lieux de restauration, mais aussi une école culinaire, une cuisine partagée, une salle événementielle et un espace de coworking thématique, qui doit intégrer à terme un incubateur dédié aux porteurs de projets de la foodtech,,. Pas loin de la halle, une promenade commerçante piétonne et végétalisée est ouverte ainsi que des lieux à vocation plus festive que commerciale.

## Transports
Les Docks sont notamment desservis par :
- Au nord, avec les lignes 13 et 14 à Mairie de Saint-Ouen ;
- Au sud-ouest, la ligne C du RER et la ligne 14 à Saint-Ouen et Saint-Ouen (métro de Paris).